# Tantilla alticola
Tantilla alticola är en ormart som beskrevs av Boulenger 1903. Tantilla alticola ingår i släktet Tantilla och familjen snokar. Inga underarter finns listade i Catalogue of Life.
Arten förekommer i Central- och norra Sydamerika från Nicaragua till norra Colombia. Den vistas vanligen i bergstrakter upp till 2740 meter över havet. Honor lägger ägg.